# Harold Albert Kullberg
Harold (lub Howard) Albert Kullberg (ur. 10 września 1896 w Somerville, zm. 5 sierpnia 1924 w Hudson) – amerykański as myśliwski z czasów I wojny światowej. Odniósł 19 zwycięstwa powietrzne.
Harold Albert Kullberg po wybuchu wojny starał się o przyjęcie do United States Air Force, jednak z powodu nieodpowiednich warunków fizycznych, nie został do lotnictwa Stanów Zjednoczonych przyjęty. Po wyjeździe do Kanady zgłosił się do RFC i został przyjęty 7 sierpnia 1917 roku do służby.
Po odbyciu szkolenia lotniczego, w maju 1918 roku, został skierowany do jednostki liniowej No. 1 Squadron RAF. W jednostce latał na samolocie Royal Aircraft Factory S.E.5. Pierwsze zwycięstwo powietrzne i to podwójne odniósł wraz z innymi pilotami jednostki  Claysonem, Moodym, Knightem oraz Kellym, odniósł 27 maja 1918 roku. Pięć dni później 1 czerwca uzyskał tytuł asa. Ostatnie 19n potwierdzone zwycięstwo powietrzne odniósł 16 września 1918 roku. tego dnia został ranny w nogę. Do końca wojny nie powrócił do czynnej służby. W lipcu 1919 roku został przeniesiony do cywila.
Po powrocie do Stanów Zjednoczonych pracował w lotnictwie cywilnym. 3 listopada 1923 roku dokonał pierwszego w USA zatrzymania innego pilota za łamanie przepisów bezpieczeństwa.
Harold Albert Kullberg zginął w wypadku lotniczym 5 sierpnia 1924 roku w okolicach Hudson (Ohio). W czasie lotu szkoleniowego pilotowany przez niego samolot nie wyszedł z lotu nurkowego i roztrzaskał się o ziemię. W wypadku zginął także szkolony przez Kullberga pilot.

## Odznaczenia
- Distinguished Flying Cross (Wielka Brytania)